# Huset Luxemburg
Huset Luxemburg var en adelig familie i middelalderens Luxemburg. I 1308 blev Henrik 7., greve af Luxemburg, tysk konge. Hans søn, Johan af Luxemburg, blev kort efter konge i Bøhmen. Dynastiets herredømme i det Tysk-romerske rige blev to gange brudt af Wittelsbacherne. Med Sigismunds død sluttede dynastiet, og det blev efterfulgt af Huset Habsburg.

## Fremtrædende medlemmer
- Henrik 7. (1275–1313) — Konge af romerne, Tysk-romerske rige.
- Johan af Luxemburg (1296–1346) — søn af Henrik. Konge af Bøhmen.
- Balduin af Luxemburg (reg. 1307–1354) — bror til Henrik
- Karl 4. (1316–1378) — søn af Johan. Konge af Bøhmen, Tysk-romersk kejser.
- Wenzel (1361–1419) — søn af Karl. Konge af Bøhmen, Konge af romerne.
- Sigismund (1368–1437) — søn af Karl. Konge af Bøhmen, Konge af Ungarn, Konge af Kroatien, Tysk-romersk kejser.
- Elisabeth 2. af Bøhmen (1409–1442), kejserinde og dronning af Ungarn og Bøhmen, gift med Albrecht 5. af Østrig, arveren, som overdrog store dele af den luxemburgske arv til Habsburgerne.Sigismund